# Некрасово (Нестеровський район)
Некрасово (рос. Некрасово) — селище Нестеровського району, Калінінградської області Росії. Входить до складу Пригороднього сільського поселення.
Населення —  13 осіб (2015 рік). 

## Населення
| 2002 | 2010 |
| ---- | ---- |
| 36   | ↘13  |